# 萨曼莎·马吉
萨曼莎·马吉（英語：Samantha Magee，1983年7月10日—），美国女子赛艇运动员。她曾代表美国参加2004年夏季奥林匹克运动会赛艇比赛，获得女子八人单桨有舵手银牌。